# Eana agricolana
Eana agricolana är en fjärilsart som beskrevs av Julius Thomas von Kennel 1918. Eana agricolana ingår i släktet Eana och familjen vecklare. Inga underarter finns listade i Catalogue of Life.